# José Elguero
José Elguero Videgaray (Morelia, Michoacán, 27 de octubre de 1885 - Ciudad de México, 3 de julio de 1939) fue un abogado, escritor, periodista y académico mexicano.

## Semblanza biográfica
Fue hijo del historiador Francisco Elguero y de Magdalena Videgaray. Realizó sus primeros estudios en el colegio de jesuitas en la ciudad de Puebla de los Ángeles. Regresó a Morelia para continuar sus estudios en el Seminario Conciliar, el cual era dirigido por Francisco Banegas y Galván. Ingresó a la Escuela de Jurisprudencia obteniendo el título de abogado en 1908.
Ejerció su profesión en Morelia al lado de su padre, sin embargo al iniciar la Revolución mexicana se trasladaron a la Ciudad de México. Conoció a Ignacio Sánchez Santos, quien era director de El País y lo invitó a colaborar en el periódico. En 1912 comenzó a publicar artículos y editoriales, ese mismo año asumió la dirección del periódico, sin embargo por su trabajo y por el ambiente político de la Revolución mexicana, tuvo que exiliarse —al igual que su padre— en 1914. Durante siete años residió en Estados Unidos y La Habana, regresó a México en 1921. Colaboró para el periódico Excélsior publicando la sección "Ayer, hoy y mañana". Paralelamente fue articulista y subdirector de la revista de literatura América Española, la cual había sido fundada por su padre.  Fue elegido miembro correspondiente de la Academia Mexicana de la Lengua. Murió en la Ciudad de México el 3 de julio de 1939.

## Obras publicadas
- Una polémica en torno a frailes y encomenderos, 1938.
- Ayer, hoy y siempre, recopilación de editoriales publicadas en Excélsior, 1941
- España en los destinos de México, 1929.
- El cardenal Jiménez de Cisneros.
- Lope de Vega, obra inédita.